# Drzewostan jednogatunkowy
Drzewostan jednogatunkowy, drzewostan lity – drzewostan składający się głównie z jednego gatunku drzew, inne gatunki, reprezentowane w drzewostanie głównym nie przekraczają 10% liczby drzew (powierzchni drzewostanu lub jego masy).
Drzewostany jednogatunkowe można podzielić na:
- pochodzenia naturalnego,
- pochodzenia sztucznego (monokultury drzew leśnych),
- pośrednie, gdzie człowiek preferując jeden gatunek wspomaga go w różnych fazach rozwoju (najczęściej wspomagając samosiew).

Występowanie w przyrodzie drzewostanów jednogatunkowych jest uwarunkowane najczęściej skrajnymi stosunkami klimatycznymi bądź edaficznymi. Im surowszy bądź suchszy jest klimat, im bardziej jałowa i suchsza jest gleba, tym trudniejsze są warunki życia roślinności leśnej. Często tylko jeden, najlepiej przystosowany i jednocześnie najmniej wymagający gatunek może się tam utrzymać. W ten sposób powstają w naturze drzewostany jednogatunkowe np.:
- sosnowe (Sosna zwyczajna) na piaskach wydmowych, na torfowiskach, na leśnych pożarzyskach,
- sosnowe (sosna czarna) na skałach serpentynowych,
- świerkowe (świerk pospolity) w wysokich regionach górskich, znaczny udział w europejskiej strefie borealnych lasów iglastych (tajga),
- świerkowe (świerk syberyjski), znaczny udział w azjatyckiej strefie borealnych lasów iglastych (Nizina Zachodniosyberyjska, Wyżyna Środkowosyberyjska),
- jodłowe (jodła pospolita) w Sudetach, Karpatach i Górach Świętokrzyskich,
- jodłowe (jodła syberyjska), duży udział w azjatyckiej strefie borealnych lasów iglastych,
- olszowe (olsza czarna) na terenach silnie zabagnionych lub przepływowych,
- bukowe (buk pospolity) w zasadzie w całym zasięgu występowania,

i inne.
Istniejące obecnie na znacznych obszarach lite drzewostany sosnowe i świerkowe nie mają (w większości przypadków) nic wspólnego z odnowieniem samosiewnym i sukcesją naturalną. Powstały one w wyniku fatalnej w skutkach działalności człowieka, przy słabej wówczas znajomości przyrodniczych podstaw produkcji.

## Literatura
- Jakub Tomanek: Botanika Leśna. Warszawa: PWRiL, 1994. ISBN 83-09-01819-3. Brak numerów stron w książce
- Stanisław Szymański: Ekologiczne podstawy hodowli lasu. Warszawa: PWRiL, 2000. ISBN 83-09-01728-6. Brak numerów stron w książce
- Zbigniew Podbielkowski: Fitogeografia części świata. Warszawa: PWRiL, 1995. ISBN 83-01-07583-X. Brak numerów stron w książce
- Jan Szwed, Zręby zupełne czy odnowienie naturalne sosny (Opinie - polemiki - wnioski - propozycje), Las polski 1992, 5: str. 16 - 17.